# Sulisławice (powiat ząbkowicki)
Sulisławice (niem. Zülzendorf) – wieś w Polsce położona na wschodnim stoku Wzgórz Gumińskich w województwie dolnośląskim, w powiecie ząbkowickim, w gminie Ząbkowice Śląskie.

## Podział administracyjny
W latach 1975–1998 miejscowość należała administracyjnie do województwa wałbrzyskiego.

## Położenie
Przez Sulisławice przepływa rzeka Sulisławka, dopływ Ślęzy.

## Oświata
W Sulisławicach kiedyś istniała szkoła, lecz w roku 2006 została zamknięta. Obecnie na jej miejscu znajduje się świetlica.

## Nazwa
Nazwa miejscowości należy do grupy nazw patronomicznych i pochodzi od imienia założyciela miejscowości polskiego rycerza Sulisława. staropolskie imię Sulisław złożone jest z dwóch członów: Suli- ("obiecywać" albo "lepszy, możniejszy") i -sław ("sława") i oznacza "ten, który cieszy się lepszą sławą od innych". Niemiecki językoznawca Heinrich Adamy w swoim dziele o nazwach miejscowości na Śląsku wydanym w 1888 roku we Wrocławiu wymienia jako najstarszą zanotowaną nazwę miejscowości Sulislawicz podając jej znaczenie "Dorf des Sulislaw" czyli po polsku "Wieś Sulisława".

## Historia
We wczesnym średniowieczu znajdowały się tutaj dwie osady, których pozostałością są ślady dwóch grodzisk. Dzisiejsza wieś została założona prawdopodobnie w 2 poł. XIII w., a pierwsza o niej wzmianka pochodzi z Księgi uposażenia biskupstwa wrocławskiego z około 1305 r., gdzie występuje pod nazwą villa Sulislanici sive Czulczlandorf. Miejscowość należała pierwotnie do polskiego rycerza Sulisława, który w miejscu dzisiejszego majątku (zabudowania byłego PGR) posiadał zamek rycerski i zginął w bitwie pod Legnicą. Wieś do XVI w. była własnością rycerską kilku rodzin śląskich. Po wojnie trzydziestoletniej, która spustoszyła wieś, właścicielami jej były rodziny: von Prittwitz, von Nimptsch, von Netz. Od drugiej połowy XVIII w. aż do lat 30. XX w, właścicielami Sulisławic była rodzina Sauerma. Z 1783 r. mamy pierwszy opis wsi przez F.A. Zimmermanna: "Sulisławice mają kościół ewangelicki, folwark, plebanię i szkołę, młyn wodny i wiatrak, 41 domów i 296 mieszkańców. Wieś należy do Jana Maksymiliana von Sauerna". W 1845 r. wieś miała 74 domy i 455 mieszkańców, posiadała parafię i szkołę ewangelicką. Od 1932 r. wieś należy do powiatu ząbkowickiego. W roku 2004 liczyła 310 mieszkańców, 7 lat później (III 2011 r.) liczba ta wzrosła do 320 osób.

## Zabytki

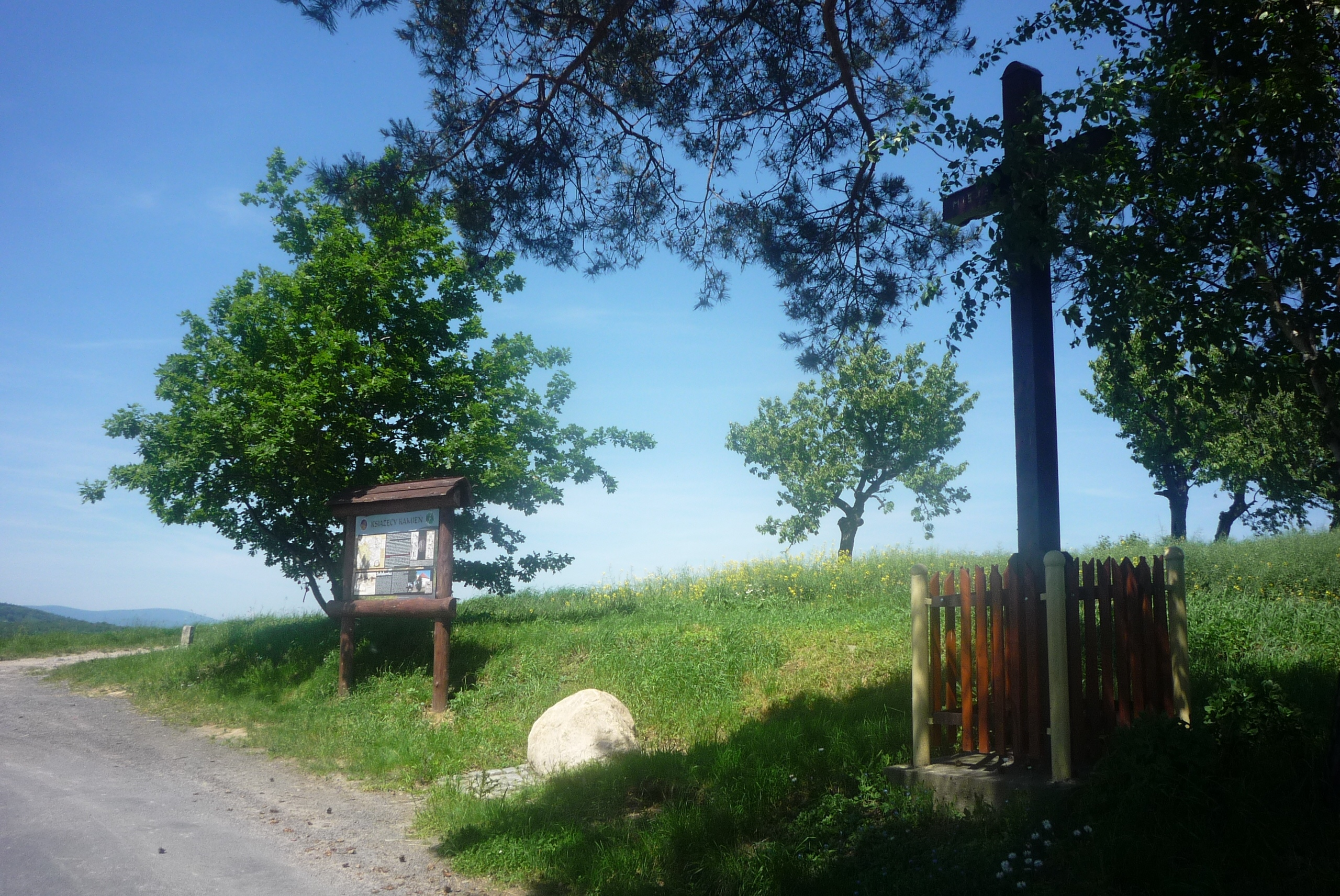
Książęcy kamień – miejsce

Do wojewódzkiego rejestru zabytków wpisany jest:
- kościół fil. pw. św. Antoniego Padewskiego, z XVI w., XVIII w. Najważniejszy zabytek Sulisławic. W dokumencie z 1324 r. wymienia się proboszcza Konrada. W obecnie istniejącym kościele można zauważyć relikty świątyni gotyckiej, która prawdopodobnie została zniszczona przez husytów i potem zbudowana od nowa. Od 1534 r. kościół stał się świątynią ewangelicką i taką pozostał do 1945 r. Podczas wojny trzydziestoletniej spłonął i po odbudowie w 1654 r. stał się kościołem ucieczkowym dla ewangelików z księstwa ziębickiego, gdzie nie było kościołów protestanckich. Według legendy, ewangelicy zbierali się przy sośnie na końcu wsi, obecnie w tym miejscu stoi pamiątkowy kamień graniczny, tzw. książęcy kamień i ze śpiewem szli do kościoła na nabożeństwo. W 1801 r. kościół spłonął, a na jego ruinach wybudowano nowy. Dzisiejszy kościół posiada wyposażenie z XIX i XX w. Poniżej kościoła zachował się zespół dawnego majątku z poł. XIX w. Na budynku mieszkalnym znajduje się tablica Maksymiliana von Sauerna i data 1882 r.

inne zabytki:
- książęcy kamień; około pół kilometra na zachód od wsi postawiony został pamiątkowy kamień graniczny. W pierwszej połowie XIV w. w okresie rozbicia dzielnicowego prawdopodobnie w tym miejscu stykały się granice trzech księstw piastowskich: ziębickiego, świdnickiego i legnicko-wołowsko-brzeskiego. Sprawa kamienia jest zagadkowa i zagmatwana. Ten oryginalny istniał rzeczywiście i był kilkakrotnie opisywany przed II wojną światową w różnych wydawnictwach, niestety nie zachował się do dzisiejszych czasów. Był to głaz narzutowy, ustawiony w tym miejscu około 1325 r. W akcie wytyczenia granicy brali udział władcy księstw: książę ziębicki Bolko II, książę legnicko-brzeski Bolesław III oraz książę Bernard, pan na Świdnicy. Jak mówi legenda, mieli oni osobiście spotkać się przy tym kamieniu i podpisać traktat graniczny, a następnie mieli zasiąść do uroczystej uczty, którą zjedli przy stole ustawionym nad kamieniem, w taki sposób, że każdy z książąt siedział na swych włościach. Wkrótce po tym wydarzeniu wykuto na kamieniu inicjały trzech księstw, których granice stykały się w tym miejscu: F.M. (Fürstenthum Münsterberg), F.B. (Fürstenthum Brieg) i F.S. (Fürstenthum Schweidnitz). Jednak sprawa miejsca posadowienia kamienia nie jest jasna. Nie istnieją bowiem żadne mapy z tego okresu, a pierwsze w miarę dokładne opisy pojawiły się dopiero w XVIII w. Wynika z nich, że styk granic wymienionych księstw znajdował się nieco bardziej na północ, w miejscowości Kopanica. Pokazuje to mapa księstwa ziębickiego, autorstwa J.G. Schreibersa z ok. 1750 r. Ale tak zaznaczono na mapie XVIII-wiecznej. Być może 400 lat wcześniej miejsce to znajdowało się koło Sulisławic.